# Йозеф Ганке
Йозеф Ганке (нім. Josef Hanke) — австрійський футболіст, що грав на позиції нападника. Відомий виступами у складі «Флорідсдорфера», «Ферст Вієнни» і ряду французьких футбольних клубів. 

## Клубна кар'єра
На найвищому рівні дебютував у складі клубу «Ферст Вієнна» у матчі кубка Австрії 1931 року у грі проти «Аустрії». Ганке відзначився голом, але його команда програла з рахунком 2:5. «Вієнна» у тому році здобула перемоги у чемпіонаті Австрії і кубку Мітропи, але Ганке у цих турнірах жодного матчу не зіграв.
Дебют у чемпіонаті Австрії для гравця відбувся у складі клубу «Флорідсдорфер» у сезоні 1932/33, у якому він зіграв 5 матчів і забив 1 гол. У кубку Австрії у складі «Флорідсдорфера» був півфіналістом у 1933 році (зіграв 3 матчі і забив 3 голи) і у 1934 році (3 матчі і 1 гол).
У 1934 році клуб посів лише 7 місце у чемпіонаті, а на рахунку Ганке було 3 голи у 15 матчах. Натомість команда виграла кваліфікаційний турнір до кубка Мітропи, обігравши клуби «Вінер АК» (1:0) і «Відень» (0:0, 2:1). У самому турнірі для провідних клубів Центральної Європи «Флорідсдорфер» зустрівся з сильним угорським «Ференцварошем». В першому матчі без участі Ганке в Будапешті фаворит упевнено здобув перемогу з рахунком 8:0. У матчі-відповіді Йозеф вийшов на поле і відкрив рахунок у матчі на 50-й хвилині, але команді не вдалося втримати цю перевагу, адже в кінці матчу угорці забили два голи і здобули перемогу з рахунком 2:1.
Того ж року Ганке перебрався до Франції, де грав у клубах «Клуб Франсе», «Гавр», «Ам'єн» і «Ексельсіор» (Рубе).
У 1938 році повернувся в команду «Ферст Вієнна», у складі якої два сезони виступав у Гаулізі Остмарк, як називався чемпіонат Австрії після приєднання країни до Німеччини.

## Статистика
Статистика виступів у кубку Мітропи
| №                      | Розіграш               | Стадія                 | Дата та місце проведення | Команда 1              | Рахунок | Команда 2   | Голи |
| ---------------------- | ---------------------- | ---------------------- | ------------------------ | ---------------------- | ------- | ----------- | ---- |
| 2                      | 1934                   | 1/8                    | 23.06.1934 Відень        | Флорідсдорфер          | 1:2     | Ференцварош | 50'  |
| Всього у кубку Мітропи | Всього у кубку Мітропи | Всього у кубку Мітропи | Всього у кубку Мітропи   | Всього у кубку Мітропи | 1       |             | 1    |